# 1957年アルゼンチングランプリ
1957年アルゼンチングランプリ (1957 Argentine Grand Prix) は、1957年のF1世界選手権第1戦（開幕戦）として、1957年1月13日にブエノスアイレス・サーキットで開催された。

## レース概要
前年の王者ファン・マヌエル・ファンジオはフェラーリを去り、マセラティに移籍した。マセラティのエースだったスターリング・モスはヴァンウォールへ移籍したが、当レースはヴァンウォールやBRMなどのイギリス勢がすべて欠場した（参加したのはマセラティ、フェラーリ各7台のみ）ため、引き続きマセラティのワークス・チームから参加した。フェラーリはマイク・ホーソーンが復帰して、ピーター・コリンズやエウジェニオ・カステロッティといった若手中心のドライバー体制となり、マシンは前年のD50にさらなる改変を加え、マシン名も「フェラーリ・801F1」と改められた。マセラティはファンジオの加入とマシン（250F）の熟成により体制強化を図った。
ポールポジションを獲得したモスはレース序盤にスロットルリンケージが壊れ、その修理に手間取ったため優勝争いから脱落した。その後ファステストラップを記録し、ファンジオと競り合うなど速さを見せたが、序盤の出遅れが響いて7周遅れの8位に終わった。フェラーリ勢はカステロッティやコリンズが序盤は首位を走行したが、コリンズ、ルイジ・ムッソ、ホーソーンが相次いでクラッチのトラブルでリタイアするなど苦戦を強いられた。フェラーリ勢が脱落するとファンジオとジャン・ベーラが他を引き離し、ファンジオは4年連続で母国レースを制覇した。唯一ファンジオと同一ラップのベーラが2位、1周遅れの3位にカルロス・メンディテギー、2周遅れの4位にハリー・シェルとマセラティ勢が1-4位を独占した。
次戦モナコGPまで4ヶ月のインターバルがあったが、この間フェラーリは相次ぐ悲劇に襲われた。3月半ば、カステロッティがモデナでのテスト走行中に事故死してしまい、5月のミッレミリアではアルフォンソ・デ・ポルターゴが観客を巻き込む大事故によって亡くなった。この事故によりミッレミリアはこの年をもって終了することになった。

## エントリーリスト
| No.     | ドライバー                                                    | エントラント                           | コンストラクター | シャシー | エンジン                   | タイヤ |
| ------- | ------------------------------------------------------------- | -------------------------------------- | ---------------- | -------- | -------------------------- | ------ |
| 2       | ファン・マヌエル・ファンジオ                                  | オフィシーネ・アルフィエリ・マセラティ | マセラティ       | 250F     | マセラティ 250F1 2.5L L6   | P      |
| 4       | スターリング・モス                                            | オフィシーネ・アルフィエリ・マセラティ | マセラティ       | 250F     | マセラティ 250F1 2.5L L6   | P      |
| 6       | ジャン・ベーラ                                                | オフィシーネ・アルフィエリ・マセラティ | マセラティ       | 250F     | マセラティ 250F1 2.5L L6   | P      |
| 8       | カルロス・メンディテギー                                      | オフィシーネ・アルフィエリ・マセラティ | マセラティ       | 250F     | マセラティ 250F1 2.5L L6   | P      |
| 10      | ピーター・コリンズ                                            | スクーデリア・フェラーリ               | フェラーリ       | 801      | フェラーリ DS50 2.5L V8    | E      |
| 12      | ルイジ・ムッソ                                                | スクーデリア・フェラーリ               | フェラーリ       | 801      | フェラーリ DS50 2.5L V8    | E      |
| 14      | エウジェニオ・カステロッティ                                  | スクーデリア・フェラーリ               | フェラーリ       | 801      | フェラーリ DS50 2.5L V8    | E      |
| 16      | マイク・ホーソーン                                            | スクーデリア・フェラーリ               | フェラーリ       | 801      | フェラーリ DS50 2.5L V8    | E      |
| 18      | チェーザレ・ペルディーサ ヴォルフガング・フォン・トリップス 1 | スクーデリア・フェラーリ               | フェラーリ       | 801      | フェラーリ DS50 2.5L V8    | E      |
| 20      | アルフォンソ・デ・ポルターゴ ホセ・フロイラン・ゴンザレス 2   | スクーデリア・フェラーリ               | フェラーリ       | 801      | フェラーリ DS50 2.5L V8    | E      |
| 22      | ハリー・シェル                                                | オフィシーネ・アルフィエリ・マセラティ | マセラティ       | 250F     | マセラティ 250F1 2.5L L6   | P      |
| 24      | ヨアキム・ボニエ                                              | スクーデリア・セントロ・スッド         | マセラティ       | 250F     | マセラティ 250F1 2.5L L6   | P      |
| 26      | アレハンドロ・デ・トマソ                                      | スクーデリア・セントロ・スッド         | フェラーリ       | 500      | フェラーリ Tipo625 2.5L L4 | P      |
| 28      | ルイジ・ピオッティ                                            | ルイジ・ピオッティ                     | マセラティ       | 250F     | マセラティ 250F1 2.5L L6   | P      |
| ソース: |                                                               |                                        |                  |          |                            |        |

追記
- ^1 - 交代要員としてエントリー
- ^2 - 交代要員としてエントリーしたが、予選はゴンザレスが走行した

## 結果

### 予選
| 順位    | No. | ドライバー                   | コンストラクター | タイム | 差     |
| ------- | --- | ---------------------------- | ---------------- | ------ | ------ |
| 1       | 4   | スターリング・モス           | マセラティ       | 1:42.6 | —      |
| 2       | 2   | ファン・マヌエル・ファンジオ | マセラティ       | 1:43.7 | + 1.1  |
| 3       | 6   | ジャン・ベーラ               | マセラティ       | 1:44.0 | + 1.4  |
| 4       | 14  | エウジェニオ・カステロッティ | フェラーリ       | 1:44.2 | + 1.6  |
| 5       | 10  | ピーター・コリンズ           | フェラーリ       | 1:44.6 | + 2.0  |
| 6       | 12  | ルイジ・ムッソ               | フェラーリ       | 1:44.8 | + 2.2  |
| 7       | 16  | マイク・ホーソーン           | フェラーリ       | 1:44.9 | + 2.3  |
| 8       | 8   | カルロス・メンディテギー     | マセラティ       | 1:45.1 | + 2.5  |
| 9       | 22  | ハリー・シェル               | マセラティ       | 1:46.6 | + 4.0  |
| 10      | 20  | ホセ・フロイラン・ゴンザレス | フェラーリ       | 1:46.8 | + 4.2  |
| 11      | 18  | チェーザレ・ペルディーサ     | フェラーリ       | 1:48.6 | + 6.0  |
| 12      | 26  | アレハンドロ・デ・トマソ     | フェラーリ       | 1:56.1 | + 13.5 |
| 13      | 24  | ヨアキム・ボニエ             | マセラティ       | 1:58.2 | + 15.6 |
| 14      | 28  | ルイジ・ピオッティ           | マセラティ       | 1:58.2 | + 15.6 |
| ソース: |     |                              |                  |        |        |

### 決勝
| 順位    | No. | ドライバー                                                                     | コンストラクター | 周回数 | タイム/リタイア原因 | グリッド | ポイント |
| ------- | --- | ------------------------------------------------------------------------------ | ---------------- | ------ | ------------------- | -------- | -------- |
| 1       | 2   | ファン・マヌエル・ファンジオ                                                   | マセラティ       | 100    | 3:00:55.9           | 2        | 8        |
| 2       | 6   | ジャン・ベーラ                                                                 | マセラティ       | 100    | +18.3               | 3        | 6        |
| 3       | 8   | カルロス・メンディテギー                                                       | マセラティ       | 99     | +1 Lap              | 8        | 4        |
| 4       | 22  | ハリー・シェル                                                                 | マセラティ       | 98     | +2 Laps             | 9        | 3        |
| 5       | 20  | アルフォンソ・デ・ポルターゴ ホセ・フロイラン・ゴンザレス                      | フェラーリ       | 98     | +2 Laps             | 10       | 1        |
| 6       | 18  | チェーザレ・ペルディーサ ピーター・コリンズ ヴォルフガング・フォン・トリップス | フェラーリ       | 98     | +2 Laps             | 11       |          |
| 7       | 24  | ヨアキム・ボニエ                                                               | マセラティ       | 95     | +5 Laps             | 13       |          |
| 8       | 4   | スターリング・モス                                                             | マセラティ       | 93     | +7 Laps             | 1        | 1        |
| 9       | 26  | アレハンドロ・デ・トマソ                                                       | フェラーリ       | 91     | +9 Laps             | 12       |          |
| 10      | 28  | ルイジ・ピオッティ                                                             | マセラティ       | 90     | +10 Laps            | 14       |          |
| Ret     | 14  | エウジェニオ・カステロッティ                                                   | フェラーリ       | 75     | ホイール            | 4        |          |
| Ret     | 16  | マイク・ホーソーン                                                             | フェラーリ       | 35     | クラッチ            | 7        |          |
| Ret     | 12  | ルイジ・ムッソ                                                                 | フェラーリ       | 31     | クラッチ            | 6        |          |
| Ret     | 10  | ピーター・コリンズ                                                             | フェラーリ       | 26     | クラッチ            | 5        |          |
| ソース: |     |                                                                                |                  |        |                     |          |          |

追記
- ^1 – ファステストラップの1点を含む

## 注記
- 車両共有:
  - 20号車: アルフォンソ・デ・ポルターゴ(49周)、ホセ・フロイラン・ゴンザレス(49周)。5位に入賞したため、2人に1点が与えられた。
  - 18号車: チェーザレ・ペルディーサ(30周)、ピーター・コリンズ(35周)、ヴォルフガング・フォン・トリップス(33周)
- F1デビュー戦: アレハンドロ・デ・トマソ
- F1初出走: ヴォルフガング・フォン・トリップス（前年のイタリアGPでデビューしたが決勝に出走しなかったため、当レースが初出走となる）
- F1最終出走: エウジェニオ・カステロッティ（2ヶ月後の3月半ば、モデナでのテスト走行中に事故死）、チェーザレ・ペルディーサ、アルフォンソ・デ・ポルターゴ（4ヶ月後のミッレミリアで事故死）
- F1キャリア初: カルロス・メンディテギー - 初表彰台

## 第1戦終了時点のランキング
ドライバーズ・チャンピオンシップ
| 順位 | ドライバー                   | ポイント |
| ---- | ---------------------------- | -------- |
| 1    | ファン・マヌエル・ファンジオ | 8        |
| 2    | ジャン・ベーラ               | 6        |
| 3    | カルロス・メンディテギー     | 4        |
| 4    | ハリー・シェル               | 3        |
| 5=   | アルフォンソ・デ・ポルターゴ | 1        |
| 5=   | ホセ・フロイラン・ゴンザレス | 1        |
| 5=   | スターリング・モス           | 1        |

- 注:  トップ5のみ表示。ベスト5戦のみがカウントされる。

## ギャラリー

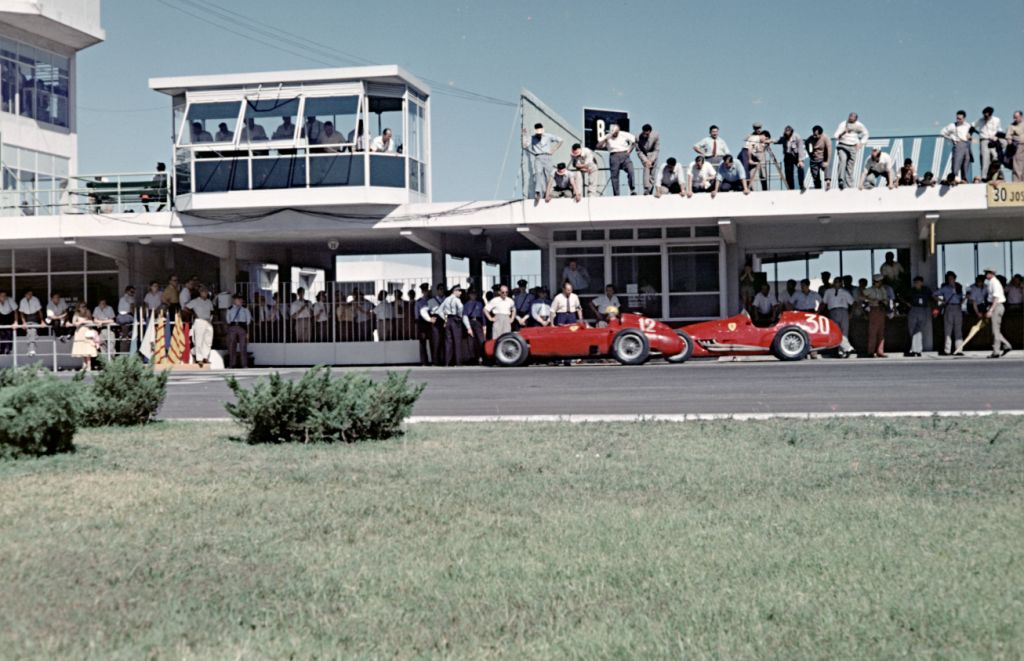
ピットレーン
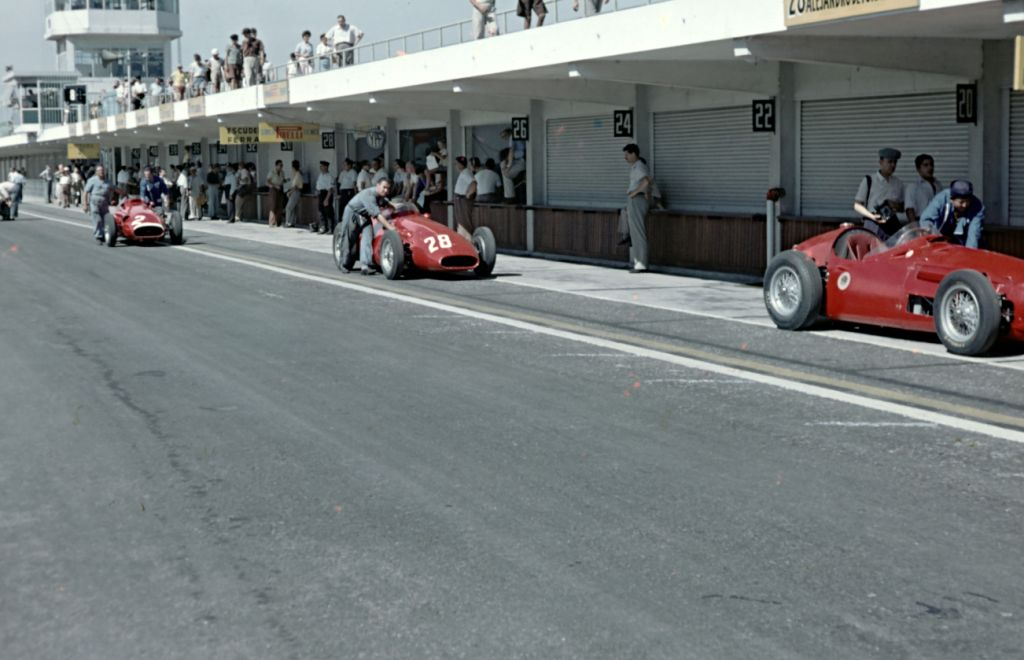
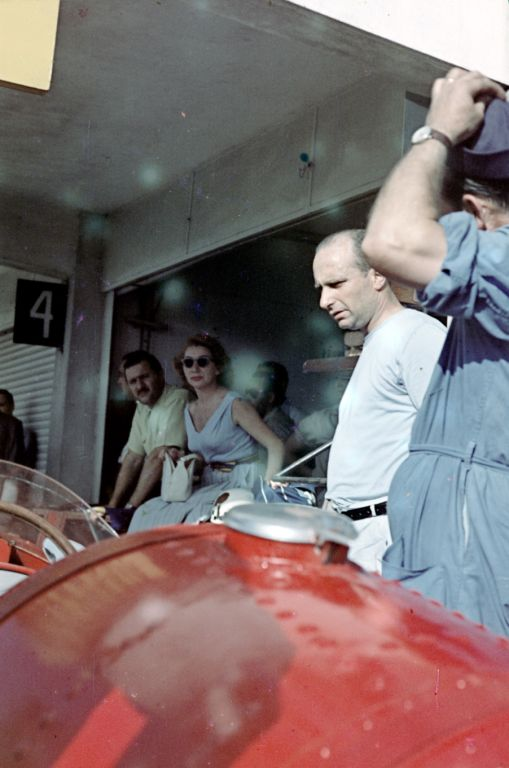
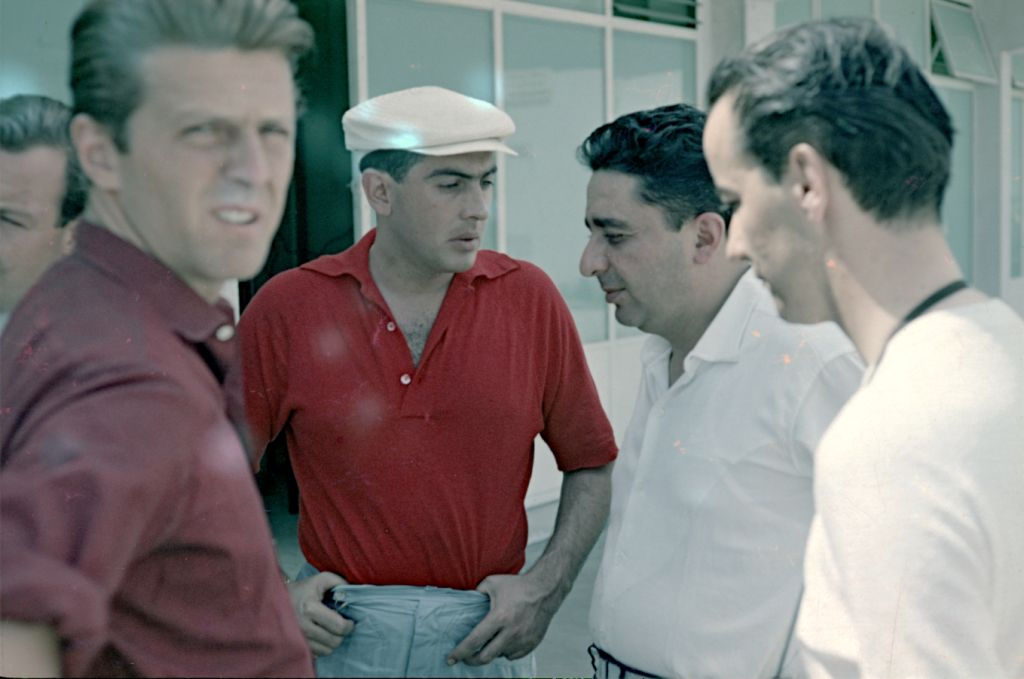
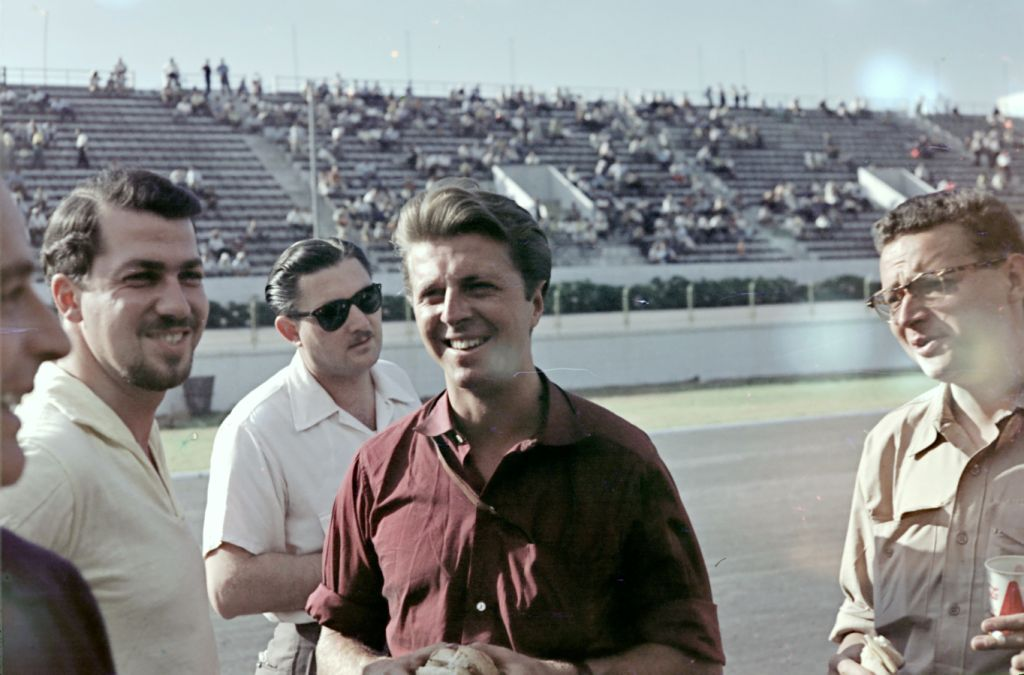
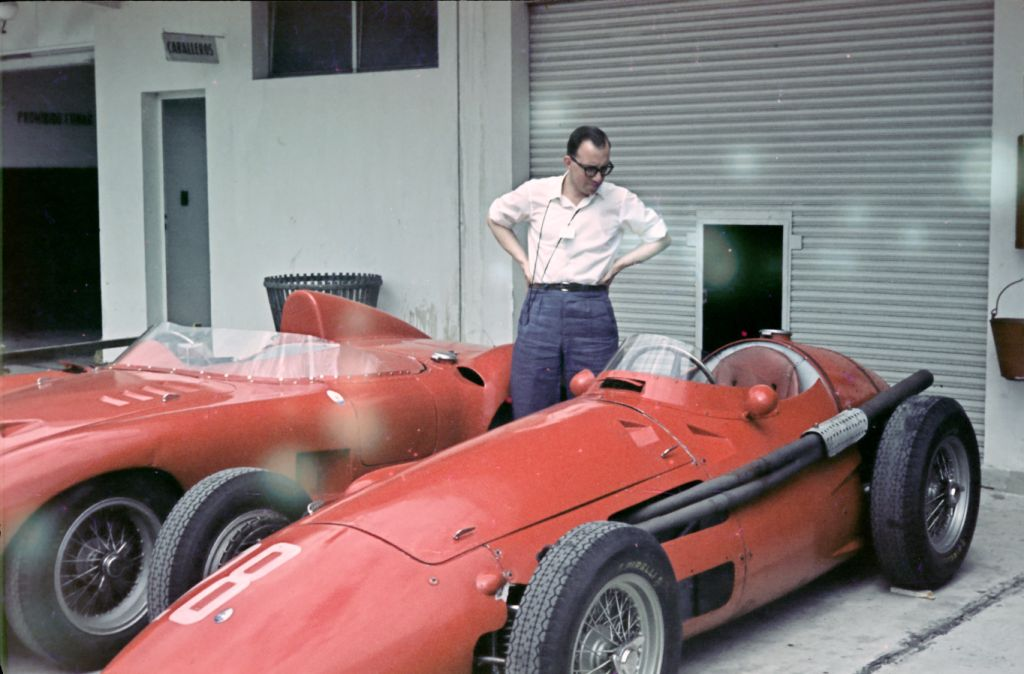
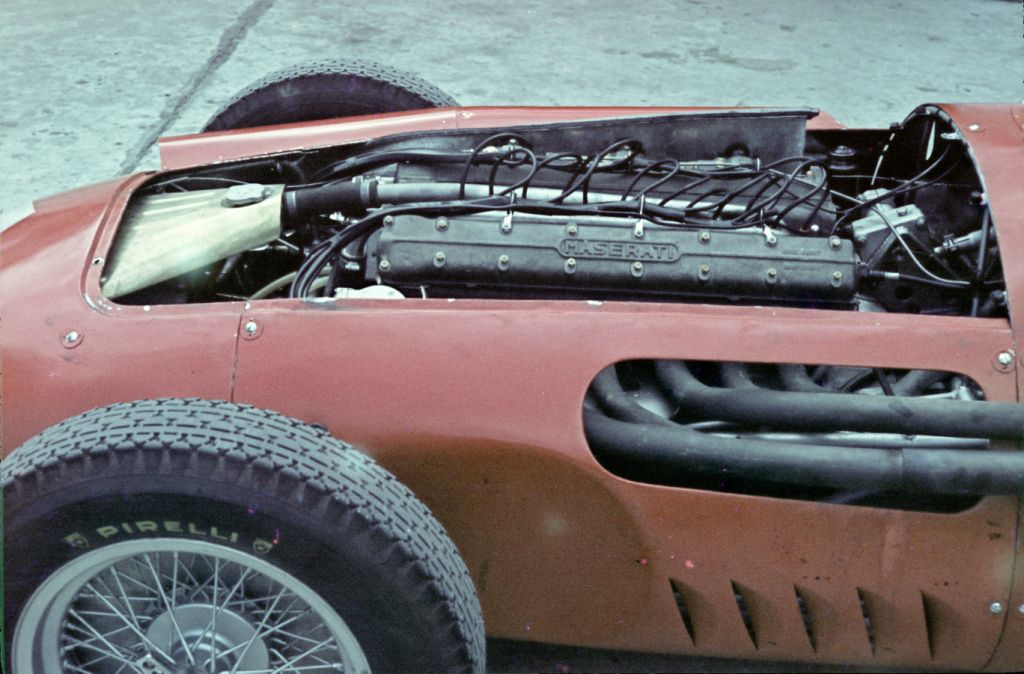
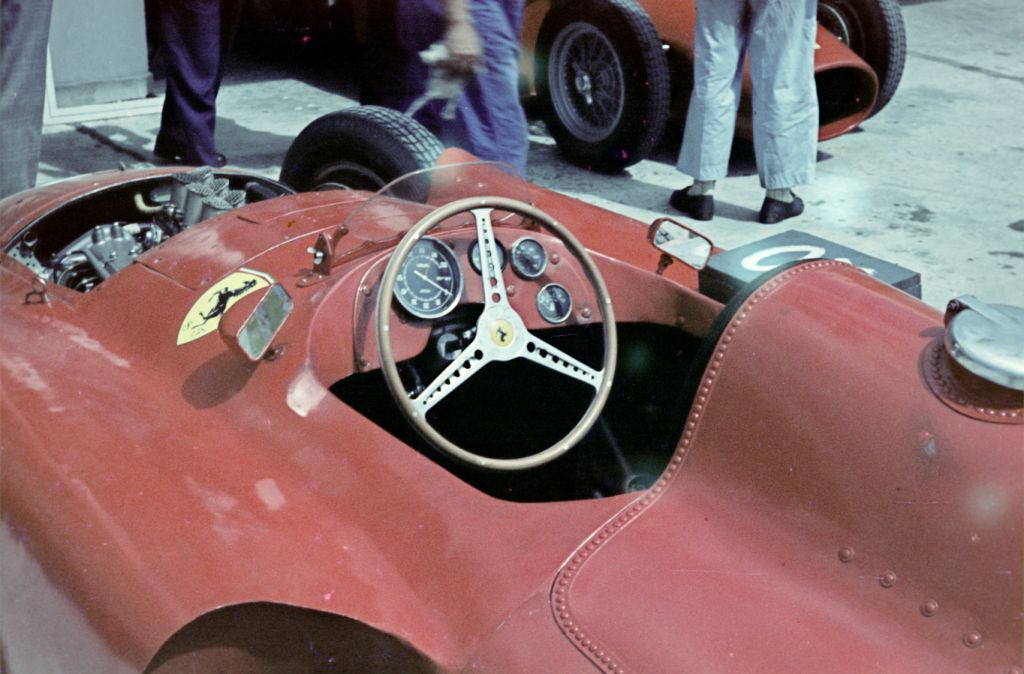
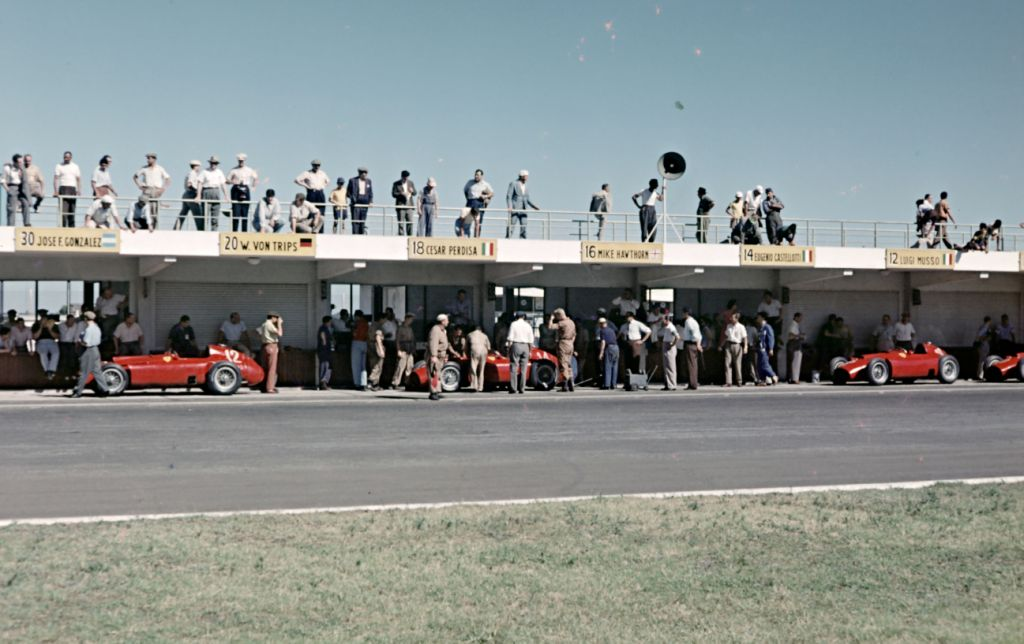